# 샤론 모알렘

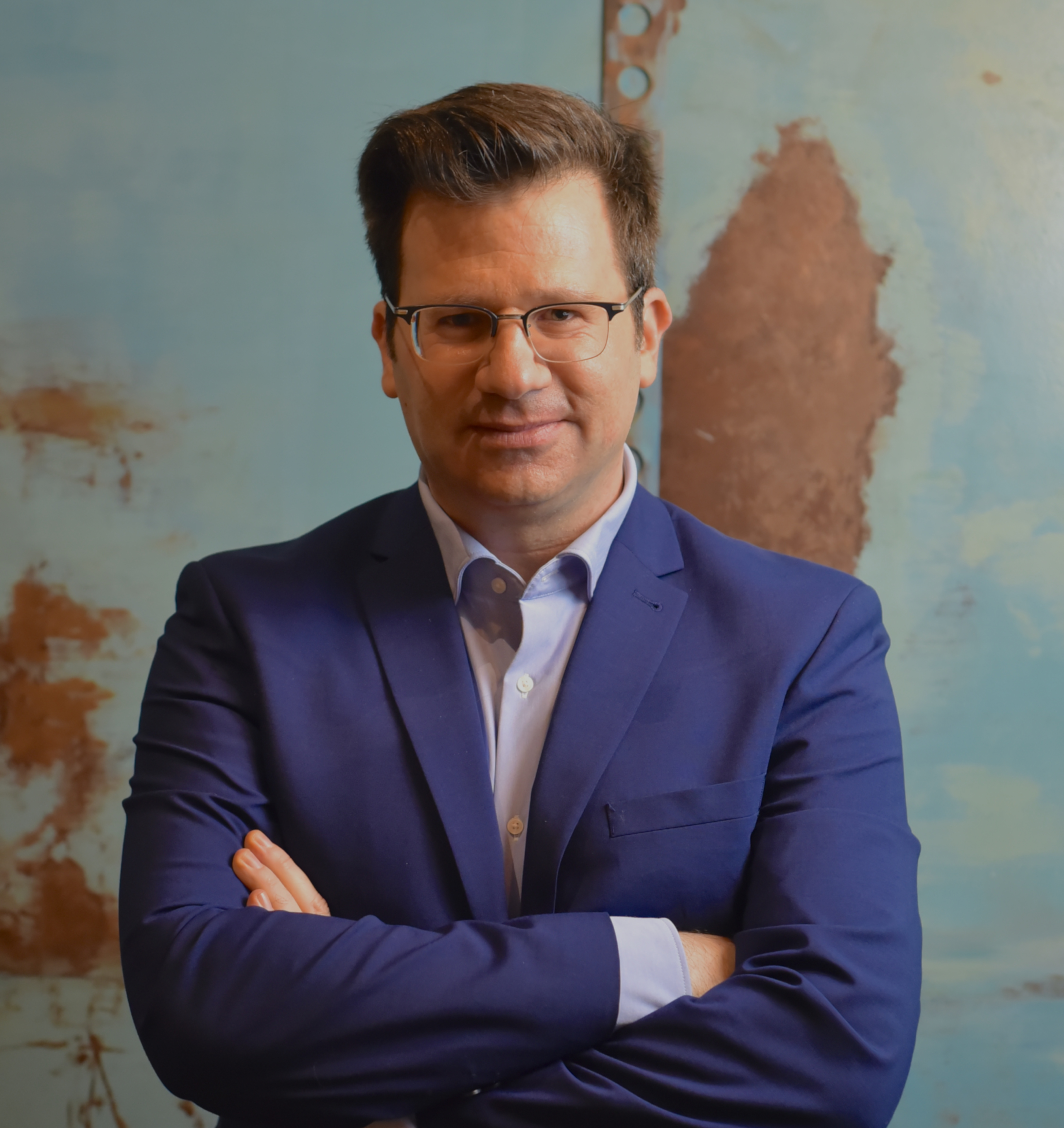

샤론 모알렘(Sharon Moalem, 캐나다)은 미국의 페미니스트 유전학자이다. 임상 연구를 통해 여러 희귀 유전질환의 메커니즘을 밝혀냄으로써 생명공학 분야의 혁신적인 성과를 내놓았고 그 결과 많은 상을 수상하였으며 세계적으로 25개의 관련 특허권을 가졌다.

## 저서
- 샤론 모알렘 저. 이규원 역. 《우리의 더 나은 반쪽》. 지식의날개. 2020년. ISBN 9788920037481